# 堀元積
堀 元積（ほり もとつむ、生没年不明）は戦国時代の武将。次郎左衛門。北近江鎌刃城城主。

## 来歴
1523年、近江守護の京極高清の後継をめぐって高清や上坂信光と対立。浅井亮政・浅見貞則・三田村忠政らと共に国人一揆を起こし、勝利した。
その後、国人衆の中でも特に力を持っていた浅井亮政と浅見貞則の権力争いが起こり、亮政が勝利。こうして浅井氏が北近江の実権を握る。堀氏も浅井氏の下についた。

## 諸説
- 堀秀村は元積の孫とも、元積と同一人物とも言われている。